# Aklimaïta
L'aklimaïta és un mineral de la classe dels silicats. El nom prové del turc antic aklima, "la llum en l'intel·lecte", en al·lusió al color clar del mineral i als grans esforços que es van haver de fer durant el seu estudi de la seva inusual estructura cristal·lina dels cristalls imperfectes.

## Característiques
L'aklimaïta és un silicat de fórmula química Ca₄[Si₂O₅(OH)₂](OH)₄(H₂O)₅. Cristal·litza en el sistema monoclínic formant esfèrules de cristalls columnars de fins a 5 mm. La seva duresa a l'escala de Mohs oscil·la entre 3 i 4. Va ser aprovada per l'Associació Mineralògica Internacional l'any 2011.

## Formació i jaciments
Es troba en xenòlits calcàris metasomàticament alterats en ignimbrita. Sol trobar-se associada a altres minerals com larnita, bultfonteinita, afwillita i ettringita, així com a hidrogranats. La seva localitat tipus es troba al mont Lakargi, a la caldera Verkhnechegemskaya (República de Kabardino-Balkària, Rússia), l'únic lloc on ha estat trobada fins ara.